# Łączki Kucharskie
Łączki Kucharskie – wieś w Polsce, położona w województwie podkarpackim, w powiecie ropczycko-sędziszowskim, w gminie Ropczyce. Leży nad rzeką Wielopolką dopływem Wisłoki.
W latach 1954–1961 wieś należała i była siedzibą władz gromady Łączki Kucharskie, po jej zniesieniu w gromadzie Okonin. W latach 1975–1998 miejscowość administracyjnie należała do województwa rzeszowskiego.
Miejscowość jest siedzibą parafii św. Bartłomieja Apostoła, należącej do dekanatu Wielopole Skrzyńskie, diecezji rzeszowskiej.
Dawniej nazwa miejscowości przybierała różne formy: Lopucka, Łopucha, Łopuchow, Łopuchowa, Łopuchowo. Wywodziła się od łopucha, lokalnej nazwy lepiężnika różowego, rośliny pospolitej na tych terenach.

## Integralne części wsi
| SIMC    | Nazwa            | Rodzaj     |
| ------- | ---------------- | ---------- |
| 0659957 | Bokocie          | część wsi  |
| 0659970 | Budy             | przysiółek |
| 0659986 | Kalitówki        | przysiółek |
| 0659992 | Łopuchowa        | przysiółek |
| 0660009 | Mostki           | przysiółek |
| 0660015 | Niedźwiada Druga | przysiółek |
| 0659963 | Podgórze         | część wsi  |

## Zabytki
- Kościół parafialny pw. św. Bartłomieja – na wzgórzu powyżej drogi przejazdowej z Wielopola Skrzyńskiego do Ropczyc. Pierwotnie w tym miejscu stał drewniany kościółek, doszczętnie zniszczony w pożarze w 1851 roku. W latach 1865–1868 według planów Romera i Holzera wybudowano obecny kościół, murowany i otynkowany.
- Plebania z XVIII wieku – na północ od kościoła, jednopiętrowa, z gankiem wspartym na dwóch kolumnach. Wewnątrz zachowały się księgi parafialne od 1745 roku (choć tutejsza parafia istniała, jako pierwsza na tym terenie, już od 1326 roku).
- Dwór szlachecki z drugiej połowy XIX wieku – stanowił własność rodziny Mielczarków. Po II wojnie światowej został odebrany właścicielom w wyniku parcelacji majątków ziemskich. Ponieważ obecnie mieści się w nim szkoła, żyjący jeszcze spadkobiercy (córki dziedzica), nie roszczą sobie do niego prawa. Wnętrze budynku zostało po wojnie przebudowane, ale z zewnątrz dwór zachował dawny wygląd. Jest to budynek parterowy, założony na rzucie prostokąta, murowany i otynkowany. Przed wejściem znajduje się czterokolumnowy portyk zwieńczony attyką, a na narożach wąskie ryzality. Dach jest czterospadowy, pod nim znajduje się profilowany gzyms.
- Figura św. Nepomucena z 1745 roku.